# グローバル開発
グローバル開発（グローバルかいはつ、英語：global development）とは、国境の壁を超え、世界中の優秀な人材を集め、チームを作って開発をしていくことである。
現在のオフショア開発の実態は一つの国に限定して仕事を依頼しているが、グローバル開発は二つ以上の国の人材に仕事を依頼することである。

## 背景
オフショア開発は日本人よりも低コストで優秀な人材の獲得を目的に行われているが、国ごとの法律や会計に対応する必要があるため特定の一か国から人材を獲得する形が実態となっている。しかし、現代では各国の契約書作成サービスや送金サービスが発達し、複数の国の人材採用・雇用が非常に容易となった。

## 特徴
従来のオフショア開発のように1つ国の人材だけ採用しておくことは、その国の賃金上昇や政治的な問題が発生した場合に大きな損害を被ることになる。また1つの国の人材のみ採用していれば、日本企業もその国の文化に対して学習しすぎてしまい、別の国の人材を採用せざるを得ない時に1から学習するため非常にハードルが高くなる。
最初から複数カ国で人材を採用しておくことで、優秀な人材であれば国を問わずに雇用する文化が相対的に日本企業に生成される。また賃金上昇、政治的な問題などが発生した場合でも別の国の人材採用に移行がスムーズに行うことができるため、従来の1国の人材だけを採用するオフショア開発よりもリスクが少ない方法と言える。

## メリット
グローバル開発のメリットは主に以下の三つとなる。
- 優秀な人材を従来のオフショア開発よりも割安で採用できる
- 各国の政治・賃金高騰などのリスクを抑えることができる。
- 時差を使った開発、インフラ監視が可能

## デメリット
デメリットとしては、オフショア開発も同じであるが、海外の人材の採用となるために言語の壁が存在する。コミュニケーションの障壁となるが、グローバリゼーションの現状から考えると、翻訳技術の発達もあるため、近い未来にはほぼ解消されると考えられる。